# Anatomía de un hospital
Anatomía de un hospital (título original en inglés; The Hospital) es una película de comedia-satírica estadounidense de 1971, dirigida por Arthur Hiller y protagonizada por George C. Scott.

## Sinopsis
En un hospital universitario de Manhattan, la vida del Dr. Bock, el jefe de medicina, es un caos: ha dejado a su esposa, sus hijos no le hablan y su otrora amado hospital universitario se está desmoronando.
El hospital está lidiando con la muerte repentina de dos médicos y una enfermera. Estos se atribuyen a fallas coincidentes o inevitables para brindar un tratamiento preciso.
Al mismo tiempo, los administradores deben hacer frente a una protesta contra la anexión del hospital de un edificio de apartamentos adyacente y decrépito. La anexión se utilizará para un centro de rehabilitación de drogas; Los ocupantes actuales del edificio exigen que el hospital les encuentre una vivienda de reemplazo antes de que el edificio sea demolido a pesar de que el edificio fue condenado en algún momento antes.
El Dr. Bock admite impotencia y tiene pensamientos suicidas, pero se enamora de Barbara Drummond, la hija de un paciente que vino con su padre desde México para su tratamiento. Esto le da temporalmente al Dr. Bock algo por lo que vivir, después de que Barbara lo desafía y se involucra con él.
Se descubre que las muertes fueron causadas por el padre de Barbara como retribución por la "inhumanidad" del tratamiento médico moderno. Drummond no asume ninguna responsabilidad personal, alegando que sus víctimas se habrían salvado si hubieran recibido un tratamiento rápido y adecuado, pero no lo hicieron. El Dr. Bock y Barbara usan la muerte accidental final de un médico en el hospital para cubrir las fechorías de Drummond. Bárbara hace planes para volar con su padre de regreso a México. El Dr. Bock al principio tiene la intención de ir con ellos, pero en el último minuto, impulsado por su sentido de la obligación, insiste en quedarse en el hospital para que no se convierta en un caos total.

## Reparto
- George C. Scott como el Dr. Herbert "Herb" Bock
- Diana Rigg como Barbara Drummond
- Robert Walden como el Dr. Brubaker
- Barnard Hughes como Edward Drummond y el Dr. Mallory
- Richard A. Dysart como el Dr. Welbeck
- Stephen Elliott como el Dr. John Sundstrom
- Andrew Duncan como William "Willie" Mead
- Donald Harron como Milton Mead
- Nancy Marchand como Christie
- Jordan Charney como Hitchcock, administrador del hospital
- Roberts Blossom como Guernsey
- Lenny Baker como el Dr. Howard Schaefer
- Richard Hamilton como el Dr. Ronald Casey
- Arthur Junaluska como Sr. Blacktree
- Kate Harrington como la enfermera Dunne
- Katherine Helmond como la Sra. Marilyn Mead
- David Hooks como el Dr. Joe Einhorn
- Frances Sternhagen como Sally Cushing
- Stockard Channing como enfermera de urgencias (no acreditada)
- Dennis Dugan como médico de urgencias (no acreditado)

## Producción
La película fue filmada a mediados de 1970 en el Metropolitan Hospital Center de Nueva York.
Frank Thompson diseñó el vestuario de la película.